# Duraznillo
Duraznillo är en ort i Mexiko.   Den ligger i kommunen Coscomatepec och delstaten Veracruz, i den sydöstra delen av landet, 220 km öster om huvudstaden Mexico City. Duraznillo ligger 1 487 meter över havet och antalet invånare är 315.
Terrängen runt Duraznillo är lite bergig. Runt Duraznillo är det tätbefolkat, med 427 invånare per kvadratkilometer. Närmaste större samhälle är Huatusco de Chicuellar, 14,3 km nordost om Duraznillo. I omgivningarna runt Duraznillo växer huvudsakligen savannskog.